# Koringberg
Koringberg è un centro abitato sudafricano situato nella municipalità distrettuale di West Coast nella provincia del Capo Occidentale.

## Geografia fisica
Il piccolo centro abitato sorge a nord della cittadina di Malmesbury a circa 105 chilometri a nord-nord-est di Città del Capo.

## Storia
Fondato nel 1923, il centro abitato prese il nome Koringberg perché situato in un'area di coltivazioni di frumento; infatti, il suo significato in afrikaans è "monte del frumento".